# Неділя (газета)
«Неділя» — ілюстрований тижневик, який виходив між роками 1928–1939 у Львові та друкував статті на політичні та економічні теми, про культурно-просвітню роботу серед українського населення та про полонізацію українських шкіл. Орган партії УНДО для інтелігенції.
Першими видавцями були Микола Голубець та Роман Голіян, у 1931 газета перейшла у власність «Українського Католицького Союзу». Редактори: Роман Голіян, Микола Голубець, Анатоль Курдидик.
Тираж: 8 000 (1930). Паралельно видавництво «Неділя» випускало для українців-волинян «Волинську неділю» (1929–1939) про місцеві події на Волині; місячний додаток «Світ» (1931) і альманаж «Криниця» (1934-9).
У 2003 році в Ужгороді відновлюється робота газети «НЕДІЛЯ».